# Eugène Van Cauteren
Eugène Paul Charles Adolphe Van Cauteren (Zele, 28 april 1906 - 21 augustus 1978) was een Belgisch arts en politicus voor de Liberale Partij en diens opvolger PVV.

## Levensloop
Hij was de zoon van liberaal parlementslid Victor Van Cauteren. Van Cauteren werd, zoals zijn vader, beroepshalve huisarts.
Hij was van 1938 tot 1976 gemeenteraadslid van Zele, waar hij van 1971 tot 1976 OCMW-voorzitter was. Bovendien zetelde hij van 1961 tot 1965 in de Belgische Senaat als rechtstreeks gekozen senator voor het kiesarrondissement Dendermonde-Sint-Niklaas, waarna hij van 1965 tot 1971 voor het arrondissement Dendermonde in de Kamer van volksvertegenwoordigers zetelde.